# Última sospita
Última sospita  (títol original: The Glass House) és una pel·lícula estatunidenca dirigida per Daniel Sackheim, estrenada l'any 2001. Ha estat doblada al català

## Argument
Després de la mort dels seus pares en un accident de cotxe, Ruby i Rhett són posats sota la tutela de la família Glass, una parella d'amics de la família. Poc després la seva instal·lació a la casa dels Glass, l'estrany comportament de Terry i Erin inquieta cada cop més Ruby.
Després d'algunes investigacions, descobreix que els seus tutors, endeutats amb la màfia, intenten aprofitar l'herència dels nens per acumular diners en detriment del seu estil de vida i dels seus estudis.
Després d'una temptativa avortada de fuga, Ruby i Rhett són retornats a casa de les Glass. Erin, simulant ser diabètica, es droga i costa diners a la parella. En falta i mentre el seu marit és a buscar morfina, Erin pren una dosi mortal de droga. Quan comprenen que els seus pares han mort després que Terry va trucar el seu cotxe el dia de l'accident, els dos nens es tanquen al soterrani. Per la seva banda, després d'haver descobert el cadàver de la seva dona, Terry fa malbé els frens del seu Jaguar deixant les claus per a enxampar Ruby i Rhett. Però són els mafiosos qui l'agafen i acaben per sortir de la carretera als turons de Malibu.
Mentre Ruby i Rhett s'allunyen de la casa, un policia els fa pujar al seu vehicle.

## Repartiment
- Leelee Sobieski: Ruby Baker
- Stellan Skarsgård: Terrence "Terry" Glass
- Diane Lane: Erin Glass
- Bruce Dern: Begleiter
- Gavin O'Connor: Whitey
- Chris Noth: oncle Jack
- Trevor Morgan: Rhett Baker
- Kathy Baker: Nancy Ryan
- Vyto Ruginis: Don
- Rita Wilson: Grace Baker (no surt als crèditse)
- Michael O'Keefe: Dave Baker
- January Jones

## Crítica
- "Simplement un altre thriller que sembla fabricat en sèrie"[3]
- "Se suposa que un thriller no ha de ser còmic, però aquest inspira més udols de riure, que esgarrifances de por"[2]
- "Una pel·lícula sorprenentment aterridora (...) Puntuació: ★★ (sobre 4)"[4]